# 崔彦昭
崔彦昭（9世纪—9世纪），字思文，清河郡武城县（今河北省衡水市故城县）人，中国唐朝官员，唐僖宗年间为宰相。

## 家世
崔彦昭出自显赫的清河崔氏小房，但祖父崔秩、父崔岂都没有任官。崔彦昭中进士前，曾拜访姐夫或妹夫王凝，王凝不敬地不着冠带，只是穿着衩衣相见，还戏言：“君不如举明经。”崔彦昭感到很受冒犯，因为明经考试，被认为較簡單，远不如进士考试。即便此时，崔彦昭也因深谙儒术闻名。大中三年（849年），崔彦昭中进士，数次响应节度使们的征辟奏授，精明于吏治，在各任所有声望且政绩都拔尖。

## 唐懿宗年间
唐懿宗咸通三年（862年），崔彦昭作为户部员外郎，与吏部侍郎郑处诲、萧仿、吏部员外郎杨俨试宏词选人。咸通年间（860年—874年），崔彦昭累迁兵部员外郎，转郎中、知制诰，拜中书舍人，再迁户部侍郎，判本司事。八年（867年）十月，崔彦昭时为户部侍郎判度支，奏请下诸道州府场监院依限送纳及给还商人，不得托称截留，懿宗准奏。
咸通十年（869年），任检校礼部尚书、孟州刺史、河阳节度使，进阶金紫。十一年（870年），在河阳三城节度、孟怀泽观察使、中散大夫、检校礼部尚书、孟州刺史、御史大夫任上被任为金紫光禄大夫、检校刑部尚书、太原尹、北都留守、河东节度管内观察等使。当地沙陀部落不遵法纪，崔彦昭恩威并施，三年间，境内大治，军民歌颂。任满受代时，数千老人诣阙上书乞求让他留任，获准。十四年（873年）二月，因振武节度使李国昌作乱杀害云州防御使段文楚，懿宗诏崔彦昭与幽州节度使张公素率师讨之，无功。

## 唐僖宗年间
十四年（873年），懿宗崩，年轻的僖宗继位。宰相之一赵隐与崔彦昭同科进士，推荐崔彦昭长于治财赋。乾符元年（874年）三月，崔彦昭被召为吏部侍郎，充诸道盐铁转运使，当月又改授尚书兵部侍郎。八月，被任为中书侍郎，加衔同平章事，为实质宰相。因近期宰相杨收、路岩、韦保衡都因在任内腐败而新遭贬杀，高级宰相萧仿改革弊政，崔彦昭协助，二人将素日厌恶的宰相刘邺罢免。数月后，百职修举，察不至苛，为士人君子所称。十一月，迁门下侍郎兼刑部尚书。乾符二年（875年）正月，率文武百僚上尊号，僖宗御正殿受册。僖宗下诏嘉奖他，比他为尧、舜时期的皋、夔。六月，累兼尚书右仆射兼门下侍郎。
崔彦昭侍奉母亲郑太素至孝，虽然官拜宰相，退朝侍膳与家人杂处时，顺色柔声，承奉左右，如同平民，为士人所嘉。庆贺过年时，公卿拜席，时人以为荣。但郑太素却害怕他处罚他时任兵部侍郎的姐妹夫王凝，在崔彦昭能听到的场合对侍婢说：“为我多制作鞋袜，王侍郎母子肯定要被放逐了，我要和王家妹子（即王母）一起走。”崔彦昭哭着下拜：“我一定不敢这么做。”于是王凝免遭报复。
伶人李可及仗着懿宗宠爱，很是横行，在崔彦昭弹劾下被放逐岭南而死。
三年（876年）三月，崔彦昭充太清宫使、弘文馆大学士，与郑畋、李蔚同知政事，六月兼左仆射，前后共三次加兼官，都如前判度支。九月，进阶特进。四年（877年）正月，为司空，闰二月罢。五年（878年）十月，罢相为太子太傅。卒于任上，时间不详。

## 子
按《旧唐书》本传，崔彦昭有子崔保谦。《新唐书·宰相世系表（崔氏表）》则只列出崔彦昭子崔砺，字殷诰。未详崔保谦与崔砺是否一人。